# Комишуваха (притока Орчика)
Комишуваха, Комишоваха — річка у Старовірівській сільській громаді та Красноградській міській громаді Красноградськомго району Харківської області, ліва притока Орчика (басейн Дніпра).

## Опис
Довжина річки 14  км., похил річки — 2,9 м/км. Формується з декількох безіменних струмків та водойм. Площа басейну 115 км².

## Розташування
Комишуваха бере початок в селі Станичне. Тече переважно на північний захід через села Винники та Мокрянку. На північно-західній околиці села Миколо-Комишувата впадає у річку Орчик, праву притоку Орелі.
В селі Винники річку перетинає автомобільна дорога М29.

## Притоки
- Балка Суха - ліва притока. Бере початок у селі Дегтярка, тече на північний захід, впадає в Комишуваху західніше села Станичне.
- Балка Комишуваха - ліва притока. Бере початок на північному заході від села Палатки, тече на північний захід і впадає у Комишоваху між селами Станичне і Винники.
- Яр Копців - ліва притока. Протікає з півдня на північ, впадає у Комишуваху на східній околиці села Винники. У XIX ст у верхів'ї яру існував хутір Рогачі.
- Балка Широка - ліва притока. Починається на південно-західній околиці села Слобожанське, тече на північний захід і впадає в Комишуваху на схід від села Мокринка.
  - Балка Копанки - права притока балки Широкої. Починається на північно-західній околиці села Слобожанське, тече зі сходу на захід.
  - Балка Липова - ліва притока балки Широкої, впадає на південному сході від села Литовки.
  - Балка Яротина - ліва притока балки Широкої. Бере початок у селі Кобцівка, тече переважно на північ, впадає у балку Широку на південному заході від села Литовки.
  - Балка Крута - права притока балки Широкої. Бере початок у селі Литовки, тече переважно на захід, впадає у балку Широку неподалік від її гирла.
- Балка Свинарева - ліва притока, бере початок північніше села Оленівка, тече переважно на північний захід і впадає у річку Комишуваху у селі Миколо-Комишуваха.